# كوتا كاويز
كوتا كاويز (باليابانية: 川瀬浩太؛ بالكانا: かわせ こうた) هو لاعب كرة قدم ياباني في مركز الدفاع، ولد في 8 نوفمبر 1992 في اليابان. لعب مع UiTM United ‏.

## وصلات خارجية
- كوتا كاويز على موقع قاعدة بيانات كرة القدم.إي يو (الإنجليزية)
- كوتا كاويز على موقع Soccerway.com (الإنجليزية)